# Shepherd Lonely
|  | Denne artikel er oprettet af botten Steenthbot ud fra en ekstern database. Den kan derfor have sproglige fejl eller mangler. Denne skabelon kan fjernes efter kontrol af indholdet. |

Shepherd Lonely er en dansk kortfilm fra 2016 instrueret af Frederik Jacobi.

## Handling
En øde mineral udforskningslejr i Nord Grønland. Boreholdet er ved at miste forstanden i deres søgen efter sjældne jordarter, da en ung forsker ankommer til lejren for at hente klimadata fra en sonde. Han er nervøs - og bange for det uendelige landskab som peger på noget ukendt i ham selv. Lejrens geolog er forsvundet og forskeren møder et fjendtligt hold, som ikke bekymrer sig om videnskab. Han begiver sig ud i landskabet for at finde sonden, men noget forfølger ham - han er ikke alene. Holdet henter ham hjem til lejren hvor han gennemgår en Arktisk dåb, der sender ham tilbage i naturen til et møde med den is, han oprindelig kom for at studere.

## Medvirkende
- Kim Bodnia
- Jack Gordon
- Kamen Velkovsky
- Niviaq Binzer
- Sten Astrup Holm